# Let Me Try
Let Me Try – singiel rumuńskiej piosenkarki Luminițy Anghel i perkusjonalnego zespołu Sistem napisany przez Cristiana Faura oraz wydany jako singiel w 2005 roku.
W lutym 2005 roku utwór został zgłoszony do krajowych eliminacji eurowizyjnych. Pod koniec miesiąca piosenka została ogłoszona jedną z dwunastu propozycji dopuszczonych do udziału w finale selekcji, które odbyły się 5 marca. Numer został w nim zaprezentowany przez Luminițę Anghel i zespół Sistem i zajął ostatecznie pierwsze miejsce po zdobyciu 206 punktów w głosowaniu jurorów i telewidzów, dzięki czemu został wybrany na propozycję reprezentującą Rumunię w 50. Konkursie Piosenki Eurowizji organizowanym w Kijowie.
19 maja utwór został zaprezentowany w półfinale widowiska i z pierwszego miejsca awansował do finału, w którym zajął ostatecznie trzecie miejsce ze 158 punktami na koncie, w tym m.in. z maksymalną notą 12 punktów z Hiszpanii, Izraela i Portugalii.

## Lista utworów
CD single
1. „Let Me Try” (Vocal Version) – 3:02

- Teledysk do „Let Me Try”